# Ejército Popular de Ucrania
El Ejército Popular de Ucrania, a veces denominado Ejército Nacional de Ucrania, es una fuerza del ejército terrestre creada por la República Popular de Ucrania. Su comandante histórico es Simon Petliura; a menudo se evoca en formas elípticas,  'Ejército de Petliura' ,  'Fuerzas de Petliura' ,  'Hombres de Petliura' . Durante la Guerra polaco-soviética, parte de la cual tiene lugar en el territorio reclamado por la República, este ejército es culpable de pogromos contra las poblaciones judías.

## Historia
El 30 de agosto de 1919, el Ejército Popular de Ucrania ocupó Kiev, expulsando al Ejército Rojo de la ciudad. Pero a pesar de las numerosas solicitudes de apoyo a los ejércitos blancos, las tropas del general Bredov los esperan con intenciones hostiles al otro lado del Dniéper. De hecho, los rusos blancos querían la restauración del antiguo Imperio ruso.